# Alessandra Acciai
Alessandra Acciai (Roma, 12 dicembre 1965) è un'attrice italiana.

## Biografia
Esordisce nel 1987, mentre è ancora allieva dell'Accademia nazionale d'arte drammatica di Roma, sia al cinema sia in televisione. Dalla fine degli anni ottanta è presente in pellicole di genere brillante facendosi apprezzare per una notevole spontaneità, aiutata anche dal suo aspetto, essendo alta e slanciata.
Negli anni novanta prende parte a un buon numero di film e ottiene nel 1994 una segnalazione come miglior attrice rivelazione dell'anno per il ruolo sostenuto nel film Anni ribelli, regia di Rosalía Polizzi, girato in Argentina, cui ne seguono altri: La vera vita di Antonio H. (1995), regia di Enzo Monteleone, Uomini senza donne (1996), regia di Alessandro Longoni e La classe non è acqua (1997), regia di Cecilia Calvi, a detta di molti la sua interpretazione più riuscita. In seguito partecipa a opere di registi giovani come Claudia Florio, Marco Filiberti ed Eugenio Cappuccio.
Sul piccolo schermo esordisce da protagonista nel 1989 ne Il gioko, un thriller diretto da Lamberto Bava. Lavora poi nell'episodio Senza perché della serie televisiva Il maresciallo Rocca e nella soap opera Incantesimo, nella quale compare per due stagioni consecutive.
Sempre negli anni novanta inizia una buona carriera teatrale, in allestimenti come Ifigenia in Aulide (1990), diretta da Memè Perlini, La valigia di carne (1993), per la regia di Giulio Base, Mani di profilo (1995) di Sibilla Barbieri, Il ceffo sulle scale (1996) di Lorenzo Loris a fianco di Gigio Alberti e infine in Proof - La Formula di David Auburn (2002), dove recita insieme a Rosalinda Celentano.

## Filmografia

### Attrice

#### Cinema
- Casa mia, casa mia..., regia di Neri Parenti (1988)
- Supysaua, regia di Enrico Coletti (1988)
- Nulla ci può fermare, regia di Antonello Grimaldi (1989)
- Ferdinando uomo d'amore, regia di Memè Perlini (1990)
- Una fredda mattina di maggio, regia di Vittorio Sindoni (1990)
- Venere paura, regia di Hirtia Solaro (1991)
- Le donne non vogliono più, regia di Pino Quartullo (1993)
- Il giorno del giudizio, regia di Nello Rossati (1993)
- La vera vita di Antonio H., regia di Enzo Monteleone (1994)
- Anni ribelli, regia di Rosalía Polizzi (1994)
- Albergo Roma, regia di Ugo Chiti (1996)
- Uomini senza donne, regia di Angelo Longoni (1996)
- Profili, registi vari (1996)
- La lettera, regia di Dario Migliardi – cortometraggio (1997)
- La terza luna, regia di Matteo Bellinelli (1997)
- La classe non è acqua, regia di Cecilia Calvi (1997)
- Oltre la giustizia, regia di Juan José Jusid (1997)
- Il gioco, regia di Claudia Florio (1999)
- Princesa, regia di Henrique Goldman (2001)
- Poco più di un anno fa - Diario di un pornodivo, regia di Marco Filiberti (2003)
- Come mosche, regia di Eugenio Cappuccio (2005)
- Il grande sogno, regia di Michele Placido (2008)
- Il figlio più piccolo, regia di Pupi Avati (2010)
- Amici miei - Come tutto ebbe inizio, regia di Neri Parenti (2011)
- La mia ombra è tua, regia di Eugenio Cappuccio (2022)

#### Televisione
- Investigatori d'Italia – serie TV, 1 episodio (1987)
- Piazza Navona – serie TV, episodio 1x06 (1988)
- Il gioko, regia di Lamberto Bava – film TV (1989)
- ...e se poi se ne vanno?, regia di Giorgio Capitani – miniserie TV (1989)
- Scoop, regia di José María Sánchez – film TV (1991)
- Corpi speciali, regia di Luciano Odorisio – film TV (1993)
- Morte di una strega, regia di Cinzia TH Torrini – miniserie TV (1996)
- Teo, regia di Cinzia TH Torrini – film TV (1997)
- Due donne contro, regia di Luciano Odorisio (1997)
- Una donna per amico – serie TV (1998)
- Il maresciallo Rocca – serie TV, episodio 2x02 (1998)
- Mai con i quadri, regia di Mario Caiano – miniserie TV (1999)
- Incantesimo – soap opera, 24 episodi (2000-2001)
- Lupo mannaro, regia di Antonio Tibaldi — film TV (2000)
- Qualcuno da amare, regia di Giuliana Gamba – film TV (2000)
- Un papà quasi perfetto, regia di Maurizio Dell'Orso – miniserie TV (2003)
- Don Matteo – serie TV, episodio 5x12 (2006)
- Cuore di ghiaccio, regia di Matteo Bellinelli – film TV (2006)
- Vivi e lascia vivere – serie TV (2020)

### Sceneggiatrice
- Rex – serie TV, episodi 1x03, 1x07 (2008)